# Gardenvale (Victoria)

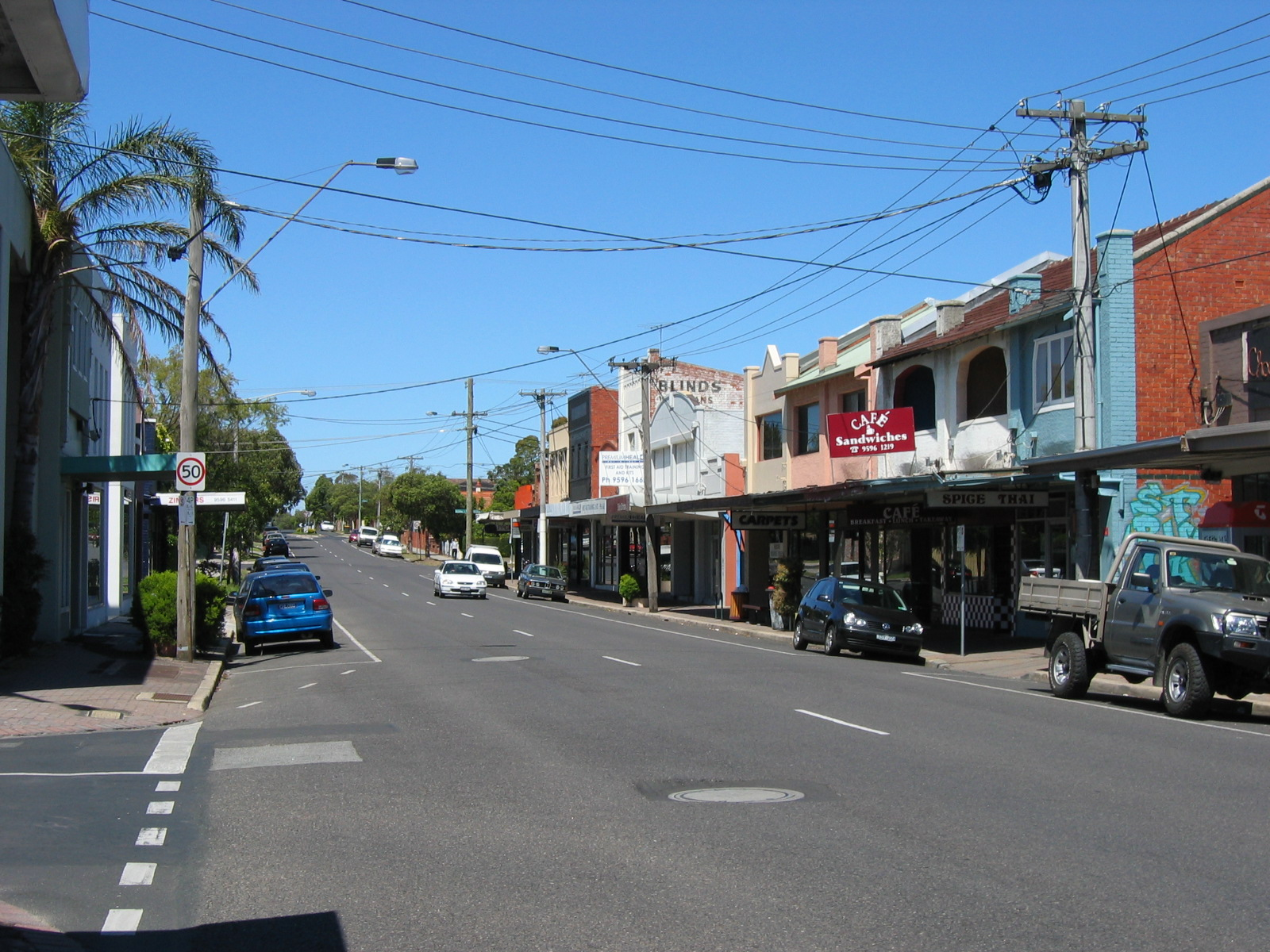
Zona comercial en Gardenvale Road, Gardenvale, Victoria.

Gardenvale es un suburbio al sudeste de Melbourne, Victoria (Australia). Está en el Área Local Gubernamental de la Ciudad de Glen Eira. Con solamente 0,3 km², es el suburbio más pequeño en el área metropolitana de Melbourne por superficie.

## Historia
Antes de la subdivisión en 1908, el área era propiedad de la familia Lampière, y era usada como un campo de polo. Los Lempière eran una prominente familia Caulfield con varios miembros sirviendo en el Concejo de Caulfield.
La estación ferroviaria, construida en 1907, fue nombrada Garden Vale - los orígenes del nombre son desconocidos, pero fue posiblemente debido a los jardines de mercado en el campo circundante.
El desarrollo de Garden Vale fue controversial, principalmente debido a los argumentos sobre quién iba a pagar para secar la tierra. Gran parte de la tierra era demsasiado húmeda como para que se le pudiera construir encima sin un desagüe apropiado instalado, y para 1911, varias haciendas vecinas, el Concejo y Victorian Railways tenían un riesgo como consecuencia. Para 1913, el área tenía una asociación de progreso y en 1916, el inspector del concejo preparó planes para las cuatro calles norte-sur en Gardenvale, que ya estaban beneficiadas por un pequeño pero creciente centro de reventa.
El nombre fue publicado como el nombre del suburbio en 1966.

## Geografía
El suburbio es un área mayormente residencial con un centro comercial en la Calle Gardenvale. El suburbio es delimitado por la Autopista Nepean al oeste, la Avenida Elster al norte, la Calle Kooyong al sur y el Riachuelo Elster fluye a través del suburbio antes de entrar en el Canal Elster.
El nombre Gardenvale también es usado como nombre de localidad con límites menos definidos. Había una estación ferroviaria de Gardenvale construida en el siglo XIX como parte del Ferrocarril de Rosstown que se encontraba a unas pocas cuadras al Norte en la esquina de Riddell Parade y de la Calle Clarence en lo que hoy es oficialmente parte de Elsternwick. Una sección de North Brighton en el lado oeste de la Autopista Nepean es también comúnmente llamada Gardenvale, mientras las direcciones postales son oficialmente Brighton o North Brighton.

## Transporte
Gardenvale está a 12 km del Melbourne CBD por la Autopista Nepean, la cual ingresa a la ciudad como Calle St Kilda. La Calle North conecta al suburbio con la Monash University en Clayton, Oakleigh y Mulgrave.
El suburbio es servido por varias líneas de colectivo, incluyendo el 219, el 220 y el 605 todos los que pasan por dentro del Melbourne CBD y el 630, el cual va entre Elwood y la Monash University. Justo afuera del perímetro oficial del suburbio se encuentra la estación ferroviaria de Gardenvale de la línea Sandringham.

## Códigos postales
Antes del 2000, Gardenvale era uno de los varios suburbios pequeños de Melbourne con dos códigos postales - siendo servido por Elsternwick (3185) en el norte, y por Brighton East (3187) en el sur. Sin embargo, desde el año 2000, solamente el 3185 es válido.